# Château de Nagoya (Saga)
Pour les articles homonymes, voir Château de Nagoya.
Le château de Nagoya (名護屋城, Nagoya-jō) était situé dans l'ancienne province de Hizen du Japon, maintenant partagée entre les préfectures de Saga et Nagasaki. C'est à partir de ce château que Toyotomi Hideyoshi lança sa guerre Imjin. Il n'y a plus rien des structures originelles, mais il subsiste des restes des fondations dans les villes autrefois séparées de Chinzei, qui fait à présent partie de Karatsu dans la préfecture de Saga.
On dit que durant son bref séjour au château de Nagoya, Hideyoshi mémorisa le shite (premier rôle) de dix pièces nô et les interpréta, forçant plusieurs daimyōs à l'accompagner sur scène en tant que waki (rôle d'accompagnement). Il joua même devant l'empereur.